# Робототехнический комплекс
Робототехнический комплекс — различный вид станочных систем, имеющий одно или более технологическое оборудование в своем составе при наличии в нём промышленных роботов. 
Роботизированный комплекс состоит из оборудования, в пределах которого изделие перемещается поштучно.

## Задачи робототехнического комплекса
Для робототехнических комплексов (РТК) характерны следующие задачи:
- Оценка производительности РТК при условии наиболее эффективного использования промышленного робота и обеспечение минимальных простоев.
- Организация совместной работы промышленных роботов любого количества, исключения соударений робота и технологического оборудования изделий, построение системы управления роботом.

### Построение системы управления промышленным роботом в РТК
Для эффективной работы промышленных роботов  необходимо согласованность и точность их действий. Задача усложнена тем, что согласование действия промышленных роботов осуществляются в режиме реального времени. Система управления разрабатывается на согласование следующих событий:  поведение робота при прямой передаче заготовок между оборудованием, при совместной работе двух и более роботов над одной деталью или узлом, а также при выполнении двумя или более промышленными роботами независимых задач.
Обычно применяется принцип группового управления. Под групповым управлением роботами понимается координированное управление движением, позволяющее роботам уклоняться от столкновения друг с другом или с препятствиями при выполнении своих функций.
Выделяют две фазы координации управления:
- Прогнозирование возможных столкновений путем моделирования движения роботов
- Исключение столкновений и обеспечения обхода препятствий путем автоматического управления роботами.

При автоматическом управлении движением роботов решаются следующие подзадачи: планирование траекторий и программирование траектории движения.
Планирование траектории производят глобальным и локальным методами. Прогнозирование столкновений при глобальном планировании относится ко всей рабочей группе роботов.
Для положения текущего робота характерно локальное планирование.

## Структура робототехнического комплекса
Входом и выходом комплекса или началом и его окончанием являются накопители различного рода.

### Классификация робототехнических комплексов
Комплексы различаются по характеру производства: новые и действующие.
По виду технологического процесса комплексы бывают предназначенными для:
- Механообработки
- Холодной штамповки
- Литья
- Прессования пластмасс
- Термической обработки
- Сварки
- Сборки
- Контроля
- Испытания

Робототехнические комплексы производятся по типу основного технологического оборудования и бывают:
- Полуавтоматы
- Автоматы с цикловым управлением
- Станки с ЧПУ

Также комплексы различают по типу применяемых роботов  и числу единиц обслуживаемого оборудования.
Показателями, которыми характеризуется робототехнический комплекс являются:
- Объем выпускаемых партий продукции, без переналадки комплекса
- Номенклатурой выпускаемых видов продукции

По компоновке комплексы распределяются на:
- Линейные
- Круговые
- Линейно-круговые

Управление РТК производится или централизованно, или децентрализовано, или по комбинированной схеме. Централизованное управление производится от ЭВМ или спецустройства, а децентрализованное управление осуществляется от  местных устройств управления, которые между собой связываются для совместной координации.
По степени участия человека робототехнические комплексы подразделяются на автоматизированные и автоматические.  В первом случае человек выполняет основные или вспомогательные технологические операции.  При автоматическом управлении человек частично или полностью управляет комплексом. 

## Принцип работы РТК на примере производственных процессов

### Робототехнические комплексы механической обработки
При комплексной автоматизации производственных процессов в машиностроении результатом этого является готовая продукция того или иного уровня: детали ,подузлы, узлы , машины и т.д. На каждом этапе изготовления продукции выполняются разнообразные технологические и транспортные операции.
Первоначально механическую обработку проходят все виды заготовок: прокат, поковки-штамповки, литье, сварные детали.
Факторы, являющиеся определяющими при целесообразности обработки технически возможной на автоматизированных РТК:
- Конструктивные параметры деталей (геометрическая форма, взаиморасположение элементов деталей).
- Вид и состояние заготовки, поступающей на обработку.
- Технические требования, которые предъявляются к детали.
- Габариты и масса деталей.
- Однородность формы и расположения, для базирования и захвата без дополнительной выверки.
- Они должны иметь ясно выраженные базовые поверхности  и признаки ориентации, позволяющие организовать их транспортирование и складирование около станков в ориентированном виде.
- Детали должны быть подобраны так, чтобы было возможно  унифицировать процесс обработки и применяемого оборудования с целью использования группового метода.

Основные факторы, влияющие на выбор РТК промышленного робота: грузоподъемность и масса деталей. Создание робототехнических комплексов в механообработке в условиях серийного производства целесообразно на основе  групповой обработки деталей, типизации технологических процессов и подбора номенклатуры технологического оборудования, обеспечивающего механическую обработку основных поверхностей деталей и пригодного для эксплуатации в РТК.

### Промышленные роботы для загрузки, разгрузки,  межоперационного транспортирования и накопления деталей в автоматизированных линиях
При использовании промышленных роботов на автоматических линиях для обработки тел вращения (при этом робот загружает заготовки из тары в рабочую зону первого станка) в конструкции станка предусмотрен автоматический зажим заготовки. Для правильного базирования заготовки типа фланцев особенно важно, чтобы робот обеспечивал автоматическое  поджатие ее к торцу патрона. При необходимости рабочие позиции должны быть оснащены датчиками, контролирующими правильность и надежность базирования деталей; устройствами автоматического открытия и закрытия защитных экранов (щитков), ограждающих зону обработки; устройствами обдува и др.

### Робототехнические комплексы сборочных операций
Окончательным этапом производства, влияющим на качество и стоимость продукции является сборка итоговых изделий. При применении автоматизированного оборудования к объектам сборки предъявляются специфические требования по их технологичности:
- Взаимозаменяемость сборочных единиц, которые, в свою очередь, могут быть собраны независимо друг от друга;
- Возможность проведения последовательной сборки, когда с одной или несколькими базовыми деталями последовательно сопрягаются другие детали;
- Минимальное число направлений сборки, простота траекторий движений соединения;
- Максимальная свобода доступа сборочного инструмента.[3]

## Примечание
1. ↑  Гибкие производственные системы, промышленные роботы, робототехнические комплексы: Практ. пособие.В 14 кн. Кн. 6. Б. И. Черпаков, В. Б. Великов и ч. Робототехнические комплексы / Под ред. Б.И. Черпакова. - М.: Высш. шк., 1989. - 95 е.: ил. - с.6-7

ISBN 5-06-000276-4
2. ↑  Гибкие производственные системы, промышленные роботы, робототехнические комплексы: Практ. пособие.В 14 кн. Кн. 6. Б. И. Черпаков, В. Б. Великов и ч. Робототехнические комплексы / Под ред. Б.И. Черпакова. - М.: Высш. шк., 1989. - 95 е.: ил. - с.30-31↵↵ISBN 5-06-000276-4
3. ↑  Гибкие производственные системы, промышленные роботы, робототехнические комплексы: Практ. пособие.В 14 кн. Кн. 6. Б. И. Черпаков, В. Б. Великов и ч. Робототехнические комплексы / Под ред. Б.И. Черпакова. - М.: Высш. шк., 1989. - 95 е.: ил. - с.87-88↵↵ISBN 5-06-000276-4